# Armin Thalheim

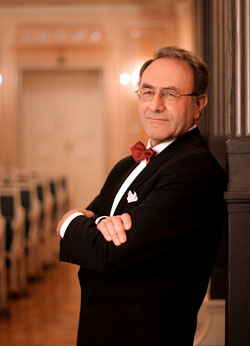
Armin Thalheim (2007)

Armin Thalheim (* 1944 in Kamenz) ist ein deutscher Cembalist, Organist, Pianist und Improvisator.

## Biografie
Armin Thalheim studierte an der Evangelischen Hochschule für Kirchenmusik Dresden und an der Hochschule für Musik und Theater „Felix Mendelssohn Bartholdy“ Leipzig Kirchenmusik und Improvisation bei Karl Frotscher, Robert Köbler und Johannes-Ernst Köhler. 1972 erhielt er den 2. Preis beim Leipziger Bachwettbewerb im Fach Cembalo. Von 1969 bis 1975 war als Nachfolger von Roland Münch Kantor an der Zionskirche (Berlin). Thalheim korrepetierte von 1969 bis 1974 an der Staatlichen Ballettschule Berlin und von 1996 bis 2000 an der Palucca Schule Dresden. Seit 1972 bereiste er als Solist fast alle Länder Europas sowie Japan, Mexiko, Kuba und Paraguay. Als Duo-Partner spielte er mit Eckart Haupt und  Ludwig Güttler, als Continuospieler und Organist mit dem Thomaner- und Kreuzchor sowie mit vielen Orchestern und Kammermusikgruppen. Von 1974 bis 2009 unterrichtete er an der Hochschule für Musik „Hanns Eisler“ Berlin Alte Musik, Liedbegleitung und Improvisation und an der Leipziger Musikhochschule von 1996 bis 2008 Improvisation.
Thalheim besuchte Kurse für Alte Musik bei Keneth Gilbert, Huguette Dreyfus und Gustav Leonhardt. Seine CD-Einspielungen zeigen ihn als Solisten mit Werken der Bachfamilie und als Begleiter von Quer- und Blockflötensolisten wie Adelheid Krause-Pichler und Susanne Ehrhardt vorwiegend am Cembalo. Er verfasste Aufsätze zur Aufführungspraxis, Rezensionen und eigene Kompositionen, wie die CD Die 10 Gebote, die er im Jahre 2001 zusammen mit dem Rock-Musiker Lexa Thomas produzierte. Thalheim war zusammen mit dem Instrumentenbauer Martin-Christian Schmidt Ideengeber und Mitbegründer der Akademie für Alte Musik. 1981 tourte er mit dem Schlagzeuger, Pauker und Komponisten Andreas Aigmüller und spielte dessen jazzverwandte Musik. Thalheim improvisiert in vielen Musikstilen auf Klavier und Orgel, auch mit minimalistischen oder jazzigen Anklängen. Seine etwa 60 Einzelkompositionen sind in 23 Opuszahlen zusammengefasst. Die Werke sind zum größten Teil uraufgeführt (z. B. Konzerthaus, Deutsches Theater Berlin, Asuncion Paraguay). Mit Stand vom September 2022 wurden 19 zyklische und Einzelwerke herausgegeben.
Thalheim lebt seit 1969 in Berlin.

## Werke

### CD-Aufnahmen
Thalheim wirkte bei Musikaufnahmen ab 1974 vorwiegend als Continuospieler in Sinfonieorchestern, Kammerorchestern, in kleineren Ensembles, Duo- und Soloaufnahmen mit.

### Aufsätze
- Wie soll Musik des 17. und 18. Jahrhunderts interpretiert werden? In: Musik und Gesellschaft, Juni 1981, S. 334–336.
- Gedanken zu einigen Kompositionsprinzipien des 18. Jahrhunderts. In: Carl-Philipp-Emanuel-Bach-Konzepte 2, S. 72–80 (Kolloquium anlässlich des 270. Geburtstages, März 1984, Frankfurt/Oder).
- Notwendigkeit stilkundlicher Ausbildung erkennen. In: Musik und Gesellschaft, März 1985, S. 139–141.
- Lernend spielen und spielend lernen. In: Musik Forum, Januar 1986, S. 10–14.
- Zur Verzierungspraxis beim Bachschen Klavierwerk. In: Musik und Gesellschaft, Mai 1986, S. 242–245.
- Die Verzierungen bei Carl Philipp Emanuel Bach am Beispiel der 18 Probestücke. In: Carl Philipp Emanuel Bach-Konzepte 4, S. 63–69, (Symposium anlässlich der 200. Wiederkehr des Todestages am 12. Dezember 1988).
- Wege zur Harmonie, Grundlagen der Improvisation im Bereich der Alten Musik. Musikschulkongress des VdM, Hamburg vom 12.–14. Mai 1995, Referat S. 119–125, AG 8/17.
- Improvisationsmodelle und die alte Klaviermusik. In: Musikakademie Rheinsberg (Hrsg.): Jeder nach seiner Fasson. Pfau-Verlag, Saarbrücken 1997. (Referat, Abdruck nach stenografischer Aufzeichnung), S. 148–158.
- Prinz Louis Ferdinand von Preußen, Klavierquartett f-Moll op. 6 und die Bearbeitung von Friedrich Mockwitz für Klavier zu vier Händen. In: Aufsatz, Oktober 2007, S. 1–7.
- Robert Schumann und die Orgel. Die Bach-Fugen op. 60, Nr. 1 und 4 (1845/1846). In: Forum Kirchenmusik, 5/2010, S. 11–16.

### „Die 10 Gebote“
Etwa ein Jahr lang arbeitete Armin Thalheim mit Lexa Thomas an der Umsetzung der musikalischen Ideen. Die beiden Musiker spielten komponierte Musik ein, improvisierten und mixten Live-Chöre, Solistenensembles und Sprecher (insgesamt etwa 40 Mitwirkende) zwischen die Musik. Armin Thalheim textete, spielte alles für Tasteninstrumente und kreierte harmonische und rhythmische Strukturen. Lexa Thomas lieferte den gesamten Sound, spielte Bassgitarre, mischte Hintergrundklänge und Geräusche dazu, pegelte alles ein und zeichnete es auf. Beide sprachen Texte und sangen als Solisten oder im Ensemble.

### Kompositions- und Improvisationsstil
Mit neun Jahren (1953) erlernte Armin Thalheim das Klavierspiel. Ohne nennenswerte Anregung von außen improvisierte und komponierte er. Von Beginn an bestimmen wechselnde Rhythmen, minimalistische, jazzig bis rockige Elemente seine Kompositionen. Mit der Saxophonistin und langjährigen Musikpartnerin Claudia Tesorino spielte er 2015 die CD „Dawning Together“ mit improvisierten Klangbildern ein. Thalheims Musik ist zwischen Impressionismus und Expressionismus und zwischen der sog. E- und U-Musik angesiedelt. Sein Musikstil strebt trotz gelegentlicher Verclusterungen meist nach Harmonie. Thalheim verbindet dabei südosteuropäische Rhythmik mit der Harmonik des Jazz.

## Schriften
- Improvisationen zwischen den Welten. Band 1. BuchHandelsGesellschaft, Allstedt 2018, ISBN 978-3-946696-23-0
- Improvisationen zwischen den Welten. Band 2. BuchHandelsGesellschaft, Allstedt 2019, ISBN 978-3-946696-30-8
- Improvisationen zwischen den Welten. Band 3. BuchHandelsGesellschaft, Allstedt 2020, ISBN 978-3-946696-53-7.

## Auszeichnungen
- 1968: 4. Platz im Fach Orgel und Orgelimprovisation, III. Internationaler Johann-Sebastian-Bach-Wettbewerb Leipzig
- 1968: 1. Preis für Klavierimprovisation, Wettbewerb anlässlich der Thüringer Bachtage in Weimar
- 1972: 2. Preis im Fach Cembalo, IV. Internationaler Johann-Sebastian-Bach-Wettbewerb Leipzig
- 1983: Verleihung des Kunstpreises durch das Ministerium für Kultur der DDR